# Ray Luzier

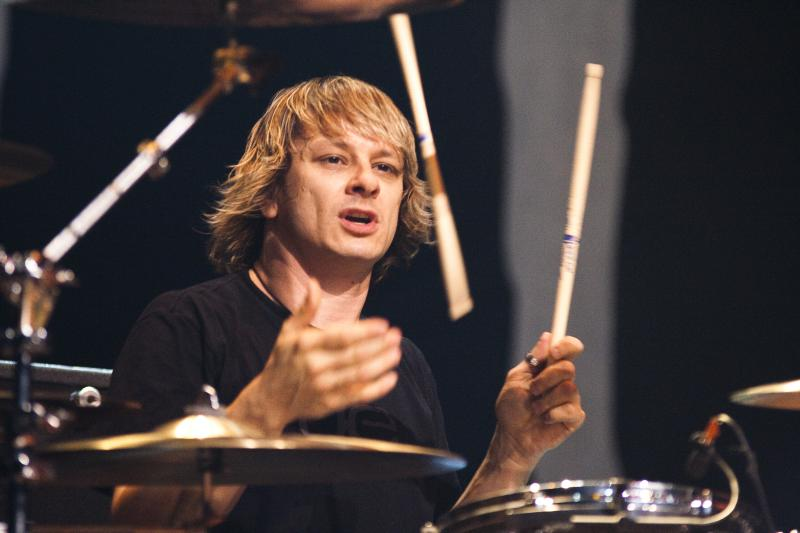
Ray Luzier, 2010

Raymond Lee „Ray“ Luzier (* 14. Juni 1970 in Pittsburgh, Pennsylvania) ist ein US-amerikanischer Schlagzeuger. Er ist seit 2007 Mitglied der Band Korn und bewegt sich stilistisch in den Bereichen Heavy Metal, Alternative Metal, Nu Metal und Industrial Metal sowie Hard Rock.

## Leben
Luzier wuchs in West Newton auf. Dort begann er im Alter von fünf Jahren, das Schlagzeugspiel zu erlernen. Eine Zeit lang spielte er in einer Marschkapelle, deren visuelle Effekte er bis heute in seine Live-Darbietungen einfließen lässt. Im Jahr 1988 zog er nach Hollywood, um am Musicians Institute zu studieren. Der Durchbruch gelang ihm durch seine Arbeit mit David Lee Roth, mit dem er von 1997 bis 2005 spielte. In den 1990er Jahren spielte er zudem Schlagzeug für The Hideous Sun Demons.
Im Januar 2006 nahm er an der NAMM Show in Anaheim mit Billy Sheehan und Toshi Hiketa teil. Robert DeLeo und Dean DeLeo von den Stone Temple Pilots erschienen ebenfalls als Teil einer spontanen Band zusammen mit Steve Ferrone. Nachdem die DeLeo-Brüder Luziers Auftritt gesehen hatten, baten sie ihn, Army of Anyone beizutreten, einer Band, die sie zusammen mit dem Sänger Richard Patrick der Band Filter gegründet hatten.
Im Jahr 2007 bot sich für Luzier die Gelegenheit, der Band Korn beizutreten, nachdem David Silveria diese im Jahr 2006 verlassen hatte. Luzier flog nach Seattle, um an dem Vorspiel für den neuen Korn-Schlagzeuger teilzunehmen. Ausschlaggebend für seine Aufnahme in die Band war wohl, dass er nicht die geforderten sechs, sondern dreißig Stücke gelernt hatte. Im Jahr 2008, nachdem Luzier seine erste Show mit Korn in Dublin spielte, gab Frontmann Jonathan Davis bekannt, dass Luzier nun offizielles Mitglied der Band sei.
Im Jahr 2013 gründete er, gemeinsam mit Doug Pinnick und George Lynch, die Supergroup KXM. Im darauffolgenden Jahr erschien das erste Album der Gruppe.

## Equipment und Schlagzeugspiel
Luzier ist kein klassischer Metal-Schlagzeuger, da er seit The Path of Totallity mit vielen elektronischen Effekten arbeitet. Als Einflüsse bezeichnet er AC/DC, Iron Maiden, Marilyn Manson und Nine Inch Nails. Neben Schlagzeug beherrscht er die Gitarre und den Bass.
Er wechselt sein Equipment für den entsprechenden Stil der Künstler, mit denen er zusammenarbeitet. Er besitzt ein Endorsement bei Pearl, Sabian-Becken, Remo-Felle, Latin Percussion, DW-Hardware, Vic Firth-Sticks, Factory-Metal-Percussion-Cymbals und Humes and Berg Drum Cases. Des Weiteren besitzt er ein individuell designtes Monster-Schlagzeug der Pearl Drums Reference Series. Für die aktuelle KoRn Tour benutzt er ein Schlagzeug von der Pearl Crystal Beat Series in der Farbe "Clear". Des Weiteren nutzt er Elektronik von Yamaha und Moongels. Seine Hardware bezieht er von Drum Workshop.
- 24×16" Bass Drum (x2)
- 14x6,5" Free Floater Phosphor    Bronze Snare Drum
- 10×8" Tomtom
- 12x8" Tomtom
- 13×8" Tomtom
- 20×14" Gong Drum
- 16×16" Floortom
- 18×16" Floortom (links)

Becken
- 18" Sabian AAXplosion Crash
- 19" Sabian AAXplosion Crash
- 20" Sabian AAXplosion Crash
- 16" Zildjian A Custom Projection Crash
- 18" Sabian AA Medium Crash
- 14" Sabian AA Rock, Regular oder HHX Groove Hats
- 18" Sabian AAX Chinese
- 19"/20" Sabian Paragon China

- 21" Sabian AA Rock Ride
- 18" Sabian HHX Evolution Ozone Crash
- 18" Sabian HH Ozone Crash
- 18" Sabian HH medium Crash
- 12" Sabian Radia
- 10" Factory Metal Percussion Celtic Bell
- 12" Factory Metal Percussion Cross Chrasherz[5]

Perkussion
- LP Ridge Rider Cowbell

Trommelfelle
- Snare: Remo Coated Emperor X oder Coated Emperor über Remo Ambassador Hazy
- Toms: Remo Emperor Colortone Red über Remo Clear Ambassador
- Bass Drum: Remo Powerstroke P3 Colortone Red über Remo Clear Ambassador mit "The Nothing" Album Logo

## Diskografie
Mit Darren Housholder:
- 1992: Darren Housholder
- 1993: Generator Man
- 1995: Symphonic Aggression

Mit Medicine Wheel:
- 1994: First Things First
- 1997: Immoral Fabric
- 1998: Small Talk

Mit David Lee Roth:
- 1998: Slam Dunk (Single)
- 1998: DLR Band
- 2003: Diamond Dave

Mit Freak Power Ticket:
- 1998: Freak Power Ticket
- 2001: Rock Hard Compilation

Mit Tracy G:
- 1999: Driven
- 2001: Katt Gutt
- 2002: Deviating From the Setlist
- 2005: Erector Phil

Mit Billy Sheehan:
- 2006: Cosmic Troubadour
- 2008: Holy Cow

Mit Goaded:
- 2005: Goaded
- 2008: To Die is Gain

Mit Korn:
Mit KXM:
- 2014: KXM
- 2017: Scatterbrain
- 2019 Circle of Dolls

Mit anderen Künstlern:
- 1990: 9.0 – Too Far Gone
- 1992: Shrapnel Records – Guitar Greats
- 1993: Tony Fredianelli – Breakneck Speed
- 1993: Toby Knapp – Guitar Distortion
- 1993: T.J. Martell Foundation Benefit CD. Band: Ivory Tower
- 1994: Metal Edge Compilation – Best of L.A.
- 1994: Howling Iguanas – Howling Iguanas
- 1996: Jeffology (Tribute to Jeff Beck) mit Jake E. Lee
- 1998: Mike Hartman – Black Glue
- 2001: Jason Becker Tribute – Warmth in the Wilderness
- 2001: Zac Maloy – Life
- 2002. Honky Mofo – Honky Mofo
- 2003: Hideous Sun Demons – Hideous Sun Demons
- 2006: Army of Anyone – Army of Anyone